# Came Back Haunted
«Came Back Haunted» (в переводе с англ. — «Вернулся одержимым») — песня американской индастриал-рок-группы Nine Inch Nails, первый сингл с их восьмого студийного альбома Hesitation Marks. Данный сингл является также первым для группы после заключения контракта с мейджор-лейблом Columbia Records и первым коммерческим синглом группы, немаркированным по нумерации Halo.

## Музыка и лирика
Песня содержит наложённые партии синтезатора, ритмические индустриальные части и электронную бас-партию, которая прерывается с вступлением инструментального гитарного проигрыша. Песня оканчивается вокалом, повторяющим «Just can't stop... Came back haunted...» (с англ. — «Не могу остановиться... Вернулся одержимым...»).
Гэри Графф из журнала Billboard интерпретировал текст песни, как «заявление отсутствия Резнора» и предположительной отсылкой на его опыт в написании саундтреков и участием в группе How to Destroy Angels.

## Музыкальное видео

Кадр из клипа «Came Back Haunted»

Видеоклип на композицию срежиссировал и снял американский кинорежиссёр Дэвид Линч. Видео появилось в сети 26 июня 2013 года, оно содержит предупреждение о возможности эпилептического припадка при просмотре, так как в нём используется стробоскопический эффект.

## Выпуск и продвижение
После утечки песни в интернет, она была размещена на бразильском веб-сайте BCharts, а затем распространилась на другие сайты и радио. Позже она была выложена в официальном аккаунте группы на сайте Soundcloud. На YouTube-канале Nine Inch Nails сначала было размещено видео, содержащее лишь аудио; днём позднее был выпущен официальный видеоклип. Радио-микс песни, укороченный до 3:56, был доступен изначально.

## Список композиций
| №  | Название                               | Автор(ы)     | Длительность |
| -- | -------------------------------------- | ------------ | ------------ |
| 1. | «Came Back Haunted» (альбомная версия) | Трент Резнор | 5:17         |

| №  | Название                               | Автор(ы)     | Длительность |
| -- | -------------------------------------- | ------------ | ------------ |
| 1. | «Came Back Haunted» (радио-версия)     | Трент Резнор | 3:56         |
| 2. | «Came Back Haunted» (альбомная версия) | Трент Резнор | 5:17         |

## Участники записи
- Трент Резнор — вокал, синтезатор, электрогитара, перкуссия, бас-гитара, продюсирование
- Алессандро Кортини — дополнительная электроника
- Илан Рубин — том-том
- Аттикус Росс — продюсирование
- Алан Молдер — продюсирование

## Позиции в чартах
| Чарт (2013)                                  | Высшая позиция |
| -------------------------------------------- | -------------- |
| Канада (Billboard Canadian Hot 100)          | 94             |
| Mexico Airplay                               | 34             |
| США (Billboard Bubbling Under Hot 100)       | 9              |
| США (Billboard Hot Rock & Alternative Songs) | 13             |
| США (Billboard Rock & Alternative Airplay)   | 6              |
| США (Billboard Alternative Airplay)          | 7              |
| США (Billboard Mainstream Rock)              | 6              |

| Чарт (2013—2014)                 | Позиция |
| -------------------------------- | ------- |
| US Hot Rock Songs (Billboard)    | 64      |
| US Rock Airplay (Billboard)      | 36      |
| US Alternative Songs (Billboard) | 32      |
| US Mainstream Rock (Billboard)   | 42      |